# Vorges
Vorges ist eine französische Gemeinde mit 383 Einwohnern (Stand: 1. Januar 2022) im Département Aisne in der Region Hauts-de-France (vor 2016 Picardie). Sie gehört zum Arrondissement Laon und zum Kanton Laon-2.

## Geografie
Die Gemeinde Vorges liegt am Nordrand des Höhenzuges Chemin des Dames, sechs Kilometer südlich von Laon. Nachbargemeinden von Vorges sind Laon im Norden, Bruyères-et-Montbérault im Osten und Süden sowie Presles-et-Thierny im Westen.

## Geschichte
Vorges wird im 10. Jahrhundert in den Gedichten des Bischofs Adalbero von Laon erwähnt. In seinem Lied gegen Landry de Nevers oder Rythmus satiricus wird Vorges als eine Villa erwähnt, die als ländliche Residenz für die Bischöfe von Laon diente. Im 12. Jahrhundert emanzipierte sich die Pfarrei Vorges mit der Unterstützung von König Ludwig VI. von der Vormundschaft der Bischöfe. Gemeinsam mit einigen benachbarten Pfarrgemeinden erhielt Vorges am 20. April 1129 eine Kommunalurkunde. Diese Urkunde wurde 1186 von Philipp II. bestätigt.
Während des Ersten Weltkriegs wurde Vorges zu 95 % zerstört.

### Bevölkerungsentwicklung
| Jahr                       | 1962 | 1968 | 1975 | 1982 | 1990 | 1999 | 2006 | 2014 | 2022 |
| Einwohner                  | 414  | 355  | 343  | 353  | 388  | 377  | 378  | 374  | 383  |
| Quellen: Cassini und INSEE |      |      |      |      |      |      |      |      |      |

## Sehenswürdigkeiten
- Kirche Saint-Jean-Baptiste, Monument historique seit 1910
- Schloss Valbon

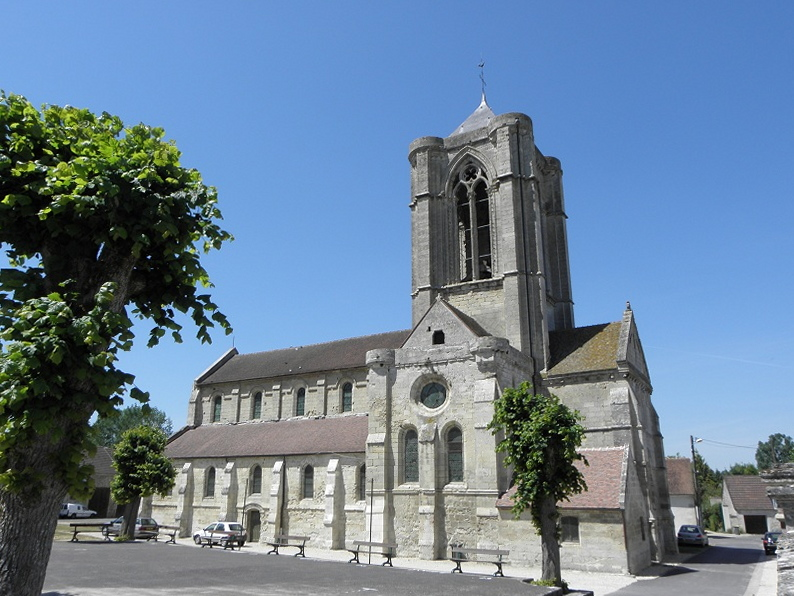
Kirche Saint-Jean-Baptiste

## Persönlichkeiten
- Charles Wolf (1827–1918), Astronom und Physiker